# اولین نبرد البریقه
اولین نبرد البریقه (عربی: معركة البريقة الأولى) (۲ مارس ۲۰۱۱ – ۵ مارس ۲۰۱۱) در جریان حوادث مربوط به انقلاب لیبی بین گردان‌های سرهنگ معمر قذافی و انقلابیون در شهرستان البریقه و حومه واقع شد. این نبرد به دلیل پیشروی انقلابیون از طرف البیضاء، بنغازی، درنه و طبرق به سمت سرت که قصد کنترل آن را داشتند تا بتوانند از آن طریق به طرابلس که پایتخت و دژ مستحکم قذافی و همدستانش بود دست یابند به وجود آمد.

## شرح نبرد
انقلابیون در حرکت به سمت غرب لیبی با جلوداران گردان خمیس در البریقه درگیر شدند و درگیری یک روز بطول انجامید و توانستند آن‌ها را از شهر به رأس لانوف و سپس بن جواد عقب برانند.
قبل از اینکه اوضاع به نقع انقلابیون برگشته و بتوانند بر مناطق آزاد شده مسلط شوند نیروهای قذافی با تاکتیک زمین‌های سوخته اقدام به بمباران هوایی و پرتاب موشک به این منطقه نمودند که باعث شد انقلابیون تلفات سنگینی متحمل شده و بسیاری از مناطقی را که بدست آورده بودند از دست بدهند. بدنبال آن فعالیت‌های فرانسه باعث شد که قطعنامه ۱۹۷۳ شورای امنیت صادر شد که در آن مناطق پرواز ممنوع را مشخص کرده بودند و اقدامات ضروری دیگری برای حمایت از شهروندان غیرنظامی نیز به عمل آمد. همچنین نیروهای هوایی فرانسه توانست یک ستون نظامی را که با هدف تصرف بنغازی حرکت می‌کرد در هم بکوبد.

## زمینه‌ها
جرقه انقلاب مسالمت‌آمیز مردمی در لیبی در شهرستان‌های البیضاء، الزنتان و بنغازی، در امتداد خطوط انقلاب‌های عربی موجود شراره کشید گردان فضیل بو عمر اقدام به سرکوب تظاهرات و قتل‌عام در بنغازی نمود، امری که اوضاع در بنغازی را به نقطه انفجار رساند؛ و باعث شد شهروندان لیبیایی به گردان فضیل بو عمر و باقی‌مانده مزدوران حمله کنند. درگیری‌ها میان انقلابیون و گردان حسین الجویفی و در فرودگاه الأبرق و البیضاء بوقوع پیوست. پس از تشدید اوضاع فردی به نام المهدی زیو ماشین خود را در مقر گردان منفجر نمود و بر نیروهای حفاظتی قذافی غلبه کردند.

## اهمیت البریقه
نفت منبع اصلی درآمد در لیبی است و شهر البریقه شامل بزرگترین مجتمع‌های نفتی در لیبی است [۵] و دارای ترکیبی از شهروندان و کارگران است. این شهر قبل از نقطه درگیری میان انقلابیون لیبی و گردان‌های قذافی بود و به همین دلیل هر طرف که بر آن مسلط می‌شد به یک نقطه استراتژیک دست پیدا می‌کرد.

## وقایع نبرد
هواپیماهای جنگنده قذافی شهرستان البریقه را بمباران کردند و در صبح روز چهارشنبه ۲ مارس ۲۰۱۱ وارد آن شدند. اما نیرویی از انقلابیون در ابعاد هزاران نفر با واحد رعد و برق وفادار به گردان‌های قذافی درگیر شدند. برخی از خودروهای نیروهای مقاومت نزدیک دانشگاه و در مدخل شرکت نفت سرت مستقر شدند. پس از اتمام عقب‌نشینی نیروهای قذافی از البریقه، گردان‌های قذافی در راس لانوف مستقر شدند، و صبح روز پنجشنبه حملات هوایی را بر منطقه صنعتی بشدت آغاز کردند با این حال، قادر به ورود به شهر نشدند.

## نبرد رأس لانوف
گردان‌های قذافی به‌طور کامل برای سازماندهی مجدد به رأس لانوف عقب‌نشینی کردند و پس از نبرد رأس لانوف، آن‌ها به سمت بن جواد که در روز شنبه ۵ مارس ۲۰۱۱ انقلابیون وارد آن شده و شب به‌طور داوطلبانه از آن خارج شده بودند عقب نشستند. روز یکشنبه انقلابیون به سوی بن جواد می‌رفتند که توسط نیروهای قذافی به کمین افتاده و تعدادی کشته دادند و پیشروی آنان به سمت سرت متوقف شد.

## عقب‌نشینی
در اثر شروع تهاجم مقابل توسط گردان‌های قذافی روند اوضاع و رویدادها به سرعت در حال دگرگونی شد، به نحوی که دژهای انقلابیون از رأس لانوف، البریقه و الابیاز سقوط کرده و به سمت حومه پایتخت انقلابیون در بنغازی ادامه یافت. این باعث شد که دیپلماسی فرانسه مشروعیت انقلابیون را به رهبری وزیر امور خارجه، آلن ژوبیه به رسمیت بشناسد تا بتواند به تصویب قطعنامه ۱۹۷۳ شورای امنیت سازمان ملل متحد سرعت بدهد.